# 叢林熱
《叢林熱》（英語：Jungle Fever）是一部1991年美國浪漫劇情片，由史派克·李執導、編劇和監製，他也與衛斯里·史奈普、安娜貝拉·西歐拉、奧西·戴維斯、鲁比·迪伊、山繆·傑克森、萝内蒂·麦基、約翰·特托羅、法蘭克·文森特和安東尼·奎恩共同擔任主演。本片是荷莉·貝瑞的電影處女作。劇情講述90年代初紐約市街道上，已婚黑人建築師與義大利白人秘書發生婚外情，但他的朋友和家人各自有著不同的反應。
《叢林熱》1991年6月7日在美國上映，在影評界口碑正面，傑克森的演技格外獲讚。2002年提名AFI百年百大愛情電影。

## 演員
- 衛斯里·史奈普飾演費利柏·普利菲（Flipper Purify）
- 安娜貝拉·西歐拉飾演安吉·圖奇（Angie Tucci）
- 史派克·李飾演赛勒斯（Cyrus）
- 奧西·戴維斯飾演好牧師醫生普利菲（The Good Reverend Doctor Purify）
- 鲁比·迪伊飾演露辛達·普利菲（Lucinda Purify）
- 山繆·傑克森飾演「鱷魚」普利菲（“Gator” Purify）[5]
- 萝内蒂·麦基飾演德魯·普利菲（Drew Purify）
- 約翰·特托羅飾演保利·卡本（Paulie Carbone）
- 法蘭克·文森特飾演麥克·圖奇（Mike Tucci）
- 安東尼·奎恩飾演盧·卡本（Lou Carbone）
- 荷莉·貝瑞飾演薇薇安（Vivian）
- 邁克·巴達魯科飾演弗蘭基·博茨（Frankie Botz）
- 黛碧·梅瑟飾演丹妮絲（Denise）
- 蒂姆·罗宾斯飾演傑瑞（Jerry）
- 皇后·拉蒂法飾演服務生
- 查理·墨菲飾演在世拉吉（Livin Large）
- 吉安卡洛·伊坡托飾演流浪漢（未掛名）

## 外部連結
- 互联网电影数据库（IMDb）上《叢林熱》的资料（英文）
- TCM电影资料库上《叢林熱》的资料（英文）
- 爛番茄上《叢林熱》的資料（英文）
- Box Office Mojo上《叢林熱》的資料（英文）